# Upham (Hampshire)
Upham is een civil parish in het bestuurlijke gebied Winchester, in het Engelse graafschap Hampshire met 663 inwoners.